# Адамклиси
Адамклиси (рум. Adamclisi ) — коммуна в восточной Румынии, жудец Констанца.
Расположена в исторической области Добруджа на расстоянии 153 км к востоку от Бухареста, 55 км к западу от Констанцы и 149 км к югу от Галаца.

## Население
Население на 31.10.2011 года — 2.250 человек.

## История
Основана в римские времена, вероятно, восходит к каструму легиона под названием «Civitas Tropaensium». Позже здесь поселились ветераны дакийских войн. Примерно в 200 году это место получило права римского города. После того, как римляне ушли из Дакии, «Tropaeum Traiani» стали править готы.
Во времена правления Константина I Великого в городе были построены новые укрепления. В 587 году
был разграблен аварами и на столетия потерял своё значение. После завоевания Добруджи Османской империей в конце 14 века здесь поселились турки и татары .
Название Адамклиси или Адам Килисе (с турецкого «Церковь Человека») возникло по ошибке. Турки считали памятник Трофей Траяна, расположенный здесь культовым сооружением.

## Достопримечательности
- Трофей Траяна — монумент, построенный в 109 году в тогдашней римской провинции Мёзии в честь победы римского императора Траяна над даками в 102 году в битве при Адамклисси (Андра·Ключ/ Калещи) Монумент был возведен на месте, где в 92 году был разгромлен XXI Стремительный легион. До его возведения здесь существовал алтарь, на стенах которого были написаны имена 3000 легионеров и ауксилиев, погибших здесь «сражаясь за Республику».
- Руины древнего города, обнаруженные археологами. К ним относятся оборонительные сооружения с 22 башнями и 4 воротами, канализационная система, мощёные улицы и 4 раннехристианские церкви.

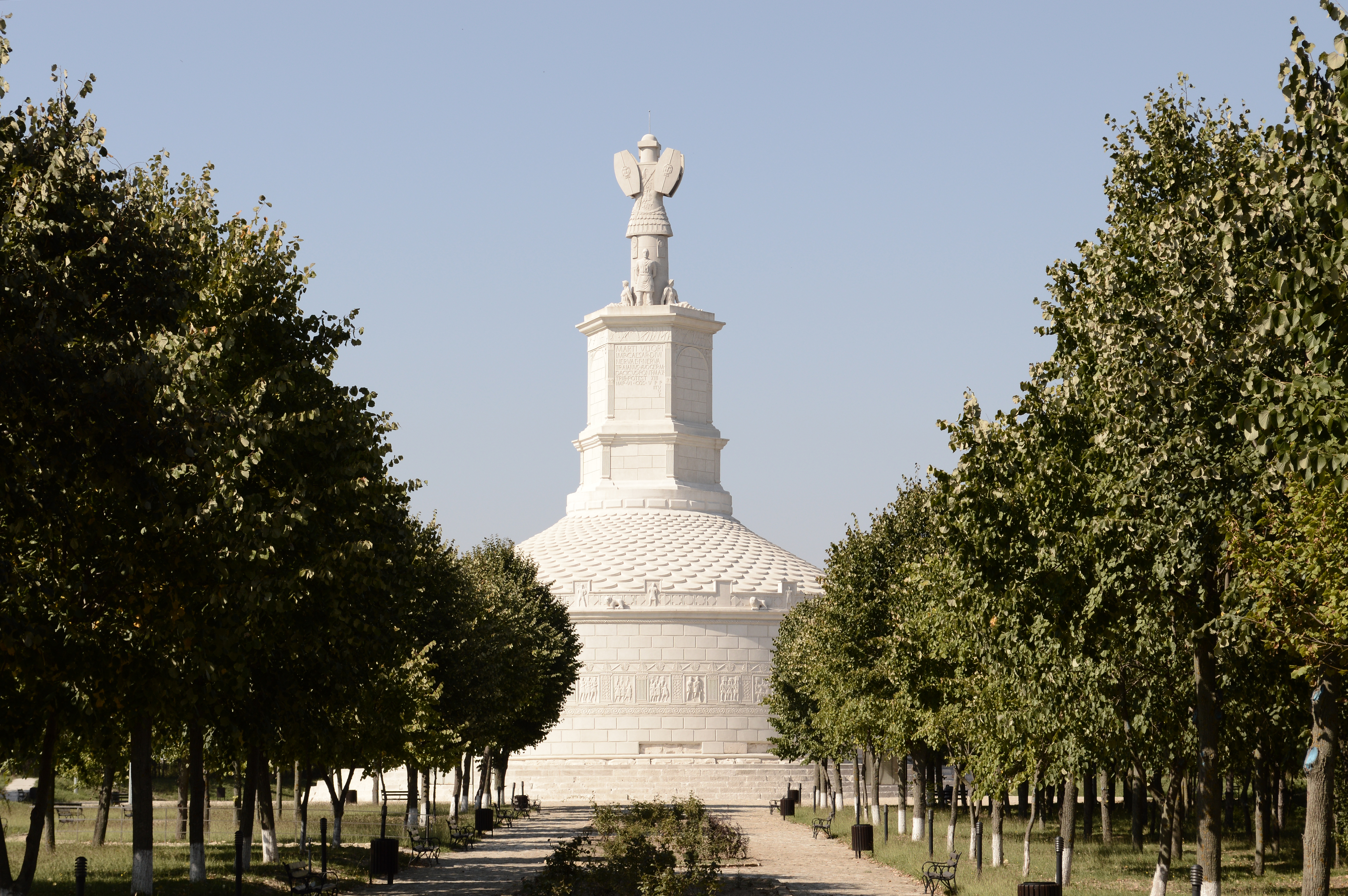
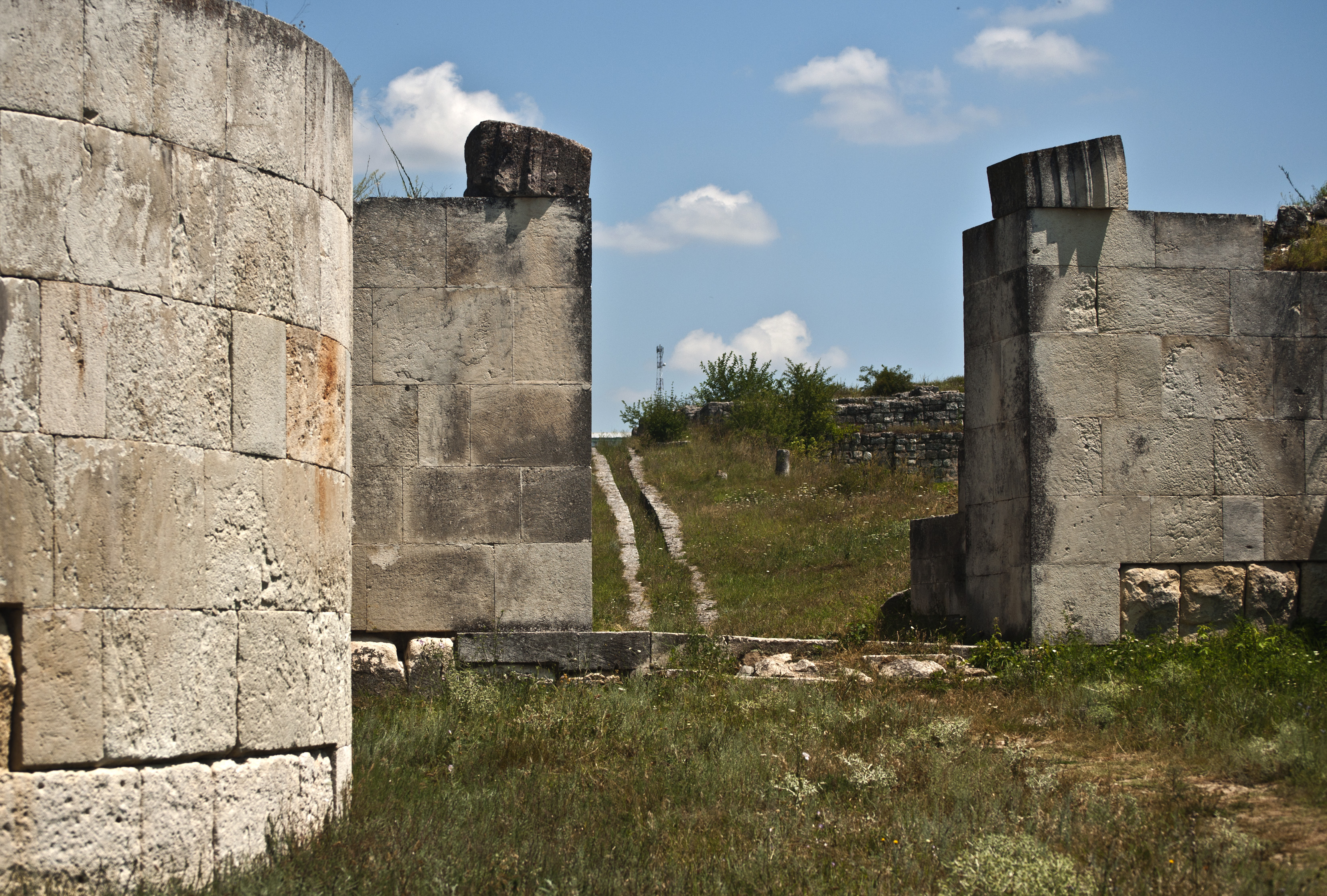